# صاریغ دم‌حلقه‌ای کوتوله
صاریغ دم‌حلقه‌ای کوتوله (نام علمی: Pseudochirulus mayeri) کیسه‌داری از تیره شبه‌دستان، سردهٔ Pseudochirulus است که در پاپوآی غربی، اندونزی، و پاپوآ گینه نو یافت می‌شود. در سیاهه قرمز IUCN، این جانور در وضعیت کمترین نگرانی طبقه‌بندی شده است.